# Texas Tennis Open 2012
Texas Tennis Open 2012 — тенісний турнір, що проходив на відкритих кортах з твердим покриттям. Це був 2-й за ліком турнір. Належав до категорії International у рамках Туру WTA 2012. Відбувся в Далласі (США). Тривав з 17 до 24 серпня 2012 року.

## Учасниці основної сітки в одиночному розряді

### Сіяні учасниці
| Країна    | Гравчиня         | Рейтинг1 | Сіяна |
| --------- | ---------------- | -------- | ----- |
| Німеччина | Анджелік Кербер  | 7        | 1     |
| Сербія    | Єлена Янкович    | 18       | 2     |
| Італія    | Роберта Вінчі    | 26       | 3     |
| Бельгія   | Яніна Вікмаєр    | 30       | 4     |
| Чехія     | Клара Закопалова | 31       | 5     |
| КНР       | Пен Шуай         | 32       | 6     |
| ПАР       | Шанелль Схеперс  | 40       | 7     |
| Румунія   | Сорана Кирстя    | 41       | 8     |

- 1 Рейтинг подано станом на 13 серпня 2012[1]

### Інші учасниці
Нижче подано учасниць, що отримали вайлд-кард на вихід в основну сітку
- Ярміла Ґайдошова
- Бояна Йовановські
- Яніна Вікмаєр

Нижче наведено гравчинь, які пробились в основну сітку через стадію кваліфікації:
- Ежені Бушар
- Кейсі Деллаква
- Мір'яна Лучич-Бароні
- Полін Пармантьє

Гравчиня, що потрапила в основну сітку як щасливий лузер:
- Емілі Веблі-Сміт

### Відмовились від участі
- Анджелік Кербер (травма лівого плеча)
- Сабіне Лісіцкі (розтягнення в лівій частині черева)
- Моніка Нікулеску (травма долоні)
- Ксенія Первак
- Уршуля Радванська

### Знялись
- Кікі Бертенс (травма в правій частині черева)
- Пен Шуай (травма правого плеча)

## Учасниці основної сітки в парному розряді

### Сіяні пари
| Країна        | Гравчиня           | Країна          | Гравчиня         | Рейтинг1 | Сіяна |
| ------------- | ------------------ | --------------- | ---------------- | -------- | ----- |
| Чехія         | Івета Бенешова     | Чехія           | Барбора Стрицова | 46       | 1     |
| Румунія       | Ірина-Камелія Бегу | Франція         | Алізе Корне      | 108      | 2     |
| Австралія     | Ярміла Ґайдошова   | Чехія           | Клара Закопалова | 116      | 3     |
| Нова Зеландія | Марина Еракович    | Велика Британія | Гезер Вотсон     | 130      | 4     |

- 1 Рейтинг подано станом на 13 серпня 2012

### Інші учасниці
Нижче наведено пари, які отримали вайлдкард на участь в основній сітці:
- Роксанн Еллісон /  Сьєрра Еллісон
- Емілі Гарман /  Сімон Келгорн

Наведені нижче пари отримали місце як заміна:
- Ежені Бушар /  Александра Возняк

### Відмовились від участі
- Кікі Бертенс (травма в правій частині черева)

## Переможниці та фіналістки

### Одиночний розряд
Роберта Вінчі —  Єлена Янкович, 7–5, 6–3

### Парний розряд
Марина Еракович /  Гезер Вотсон —  Ліга Декмеєре /  Ірина Фалконі, 6–3, 6–0